# Tripolis (Olten)
Tripolis wurde eine grosse Arbeitersiedlung im Schweizer Kanton Solothurn genannt.
Tripolis entstand um 1910 auf dem Gebiet der Gemeinde Trimbach im heutigen Rankwog-Quartier, als der Hauenstein-Basistunnel mit grossem Zuzug von italienischen (und türkischen) Gastarbeitern erbaut wurde. Der Name Tripolis geht angeblich auf den italienisch-türkischen Krieg (1911–1912) zurück. 1911 marschierten italienische Truppen in Tripolis ein und eroberten in der Folge Tripolitanien (heute Libyen).
Tripolis bei Trimbach ist zu unterscheiden von Tripolis in Grenchen (Grenchenbergtunnel). Es ist heute nicht mehr möglich, mit Bestimmtheit zu sagen, wer der Siedlung ihren Namen gab – ob es die Arbeiter selbst waren, oder die ortsansässige Bevölkerung.
Die Siedlung ist selbst durch einen Poststempel dokumentiert; philatelistisch wertvolle Spezialsammlungen beinhalten dutzende von Wertzeichen mit Tripolis-Poststempeln.